# Shi Jing

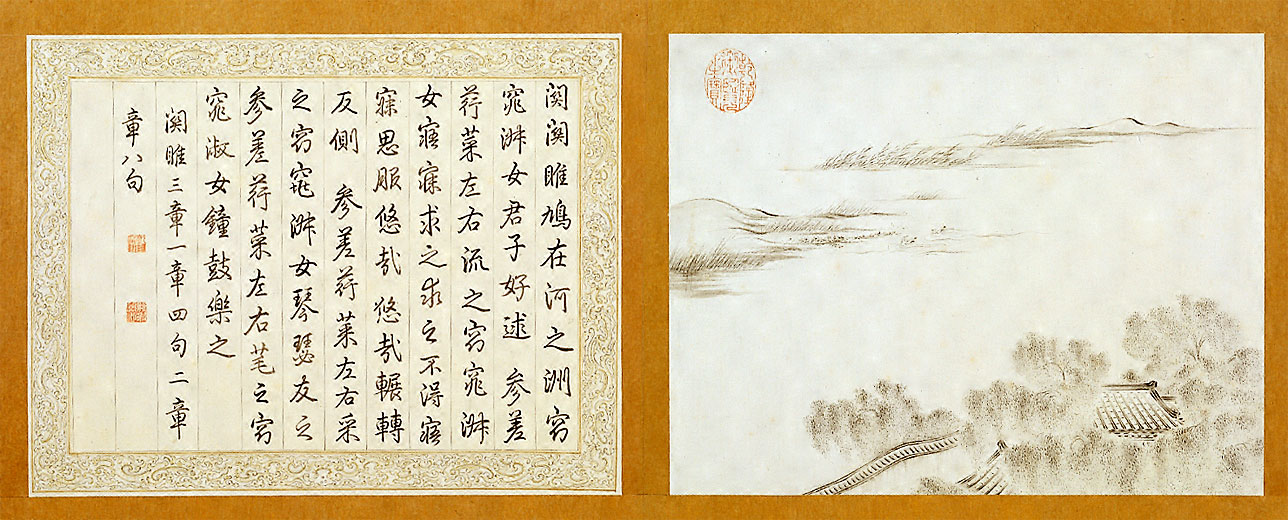
Handskrift av Qianlong-kejsaren ur Shi Jing med tillhörande illustration.

Shi Jing (traditionell kinesiska: 詩經?, förenklad kinesiska: 诗经?, pinyin: Shījīng), Sångernas bok eller Poesins bok, är den äldsta samlingen av kinesisk poesi. Den består av 305 dikter som skrevs omkring 1000 – 700 f.Kr. 
Den hör till De fem klassikerna inom konfucianismen och tros traditionellt ha sammanställts av Konfucius själv. 
Verket är huvudsakligen uppdelat i två delar, Guó fēng (國風/国风) med 160 folkliga dikter samt en samling av oden, hymner och ceremoniella sånger som hyllar Zhoudynastin.
Dikterna har vid en första anblick ett tydligt, alldagligt budskap; kärlek, sorg eller vördnad för kungen. Redan tidigt blev dikterna dock föremål för fantasifulla allegoriska tolkningar, där exempelvis ett älskande pars förehavanden omtolkas till att gälla relationerna mellan två stater.
- James Legges engelska översättning av Shijing från 1898 på Chinese Text Project.